# Lara-Joy Körner
Lara-Joy Körner (Londra, 28 ottobre 1978) è un'attrice tedesca, attiva prevalentemente in campo televisivo e teatrale.

## Biografia
Figlia d'arte (dell'attrice Diana Körner), ha partecipato - a partire dalla metà degli anni novanta - ad una trentina di differenti produzioni, recitando soprattutto in film per la televisione tedeschi o come guest-star in varie serie televisive.
Tra suoi ruoli principali, figurano quello di Eva Sander nella miniserie televisiva Eva - ganz mein Fall (2006) e quello della dott. Susanne Scheuring nel ciclo di film TV Der Arzt vom Wörthersee (2006-2008)

### Vita privata
Lara-Joy Körner vive a Monaco di Baviera con il marito Heiner Pollert, insieme a cinque bambini, di cui uno solo, Glen, è nato dalla relazione tra i due.

## Filmografia parziale

### Cinema
- Invasion vom Planeten Schrump (2011) - ruolo: mamma di Romy
- Der Film deines Lebens (2011)

### Televisione
- Weißblaue Geschichten - serie TV, 1 episodio (1994)
- Lady Cop (Die Kommissarin) - serie TV, 1 episodio (1994) - ruolo: Christa
- Tatort - serie TV, 1 episodio (1995) - Amanda
- Il commissario Kress (Der Alte), serie TV, 1 episodio (1995)
- L'ispettore Derrick (Derrick) - serie TV, 1 episodio, regia di Jürgen Goslar (1996) - Linda
- L'ispettore Derrick (Derrick) - serie TV, 1 episodio, regia di Eberhard Itzenplitz (1996) - Rieke Körner
- Rosamunde Pilcher - Wind der Hoffnung - film TV (1997) - Vicky
- La nave dei sogni (Das Traumschiff) - serie TV,1 episodio (1998) - Luisa Schulenberg
- Nancherrow - film TV (1999)
- Der Zauber des Rosengartens - film TV (2000) - Lara Vogt
- Der Bulle von Tölz - serie TV, 1 episodio (2000) - Trixi Rauscher
- Die Verbrechen des Professor Capellari - serie TV, 1 episodio (2000)
- Entscheidung auf Mauritius - film TV (2002) - Sarah Kaiser
- Utta Danella - serie TV, 1 episodio (2002)
- Rosamunde Pilcher - Bis ans Ende der Welt - film TV (2002) - Sheila O'Connor
- La nave dei sogni (Das Traumschiff) - serie TV,1 episodio (2004) - Julia
- Eva - ganz mein Fall - miniserie TV, 6 episodi (2006) - Eva Sander
- 14º Distretto (Großstadtrevier) - serie TV, 1 episodio
- Vera - Die Frau des Sizilianers - film TV (2005) - Vera Kienzle
- Summer Solstice - film TV (2005) - Carrie
- Der Arzt vom Wörthersee - serie TV, 4 episodi (2006-2008) - dott. Susanne Scheuring
  - Ritorno a Maria Worth (Der Arzt vom Wörthersee) - film TV (2006) - dott. Susanne Scheuring
- Rosamunde Pilcher - Nebel über Schloss Kilrush - film TV (2007) - Keira Kilrush
- La nave dei sogni (Das Traumschiff) - serie TV,1 episodio (2008) - Lara Kriegel
- Dream Hotel (Das Traumhotel) - serie TV, 1 episodio (2009)
- Eine Liebe in der Stadt des Löwen - film TV (2009) - Anniela Hansen
- Inga Lindström - Il cuore di mio padre (Inga Lindström - Das Herz meines Vaters) - film TV (2009) - Clara Jakobsen
- Omicidi nell'alta società (Mord in bester Gesellschaft) - serie TV, 1 episodio (2010) - Silvia
- La nave dei sogni - Viaggio di nozze (Kreuzfahrt ins Glück) - serie TV, 1 episodio (2010)
- Lilly Schönauer - serie TV, 1 episodio (2010)
- Seerosensommer - film TV (2011) - Josephine Gill
- Rosamunde Pilcher - Ungezügelt ins Glück - film TV (2012) - Gillian Morris
- Liebe, Babys und gestohlenes Glück - film TV (2012) - Miriam Brückner